# Municipio de Emardville
El municipio de Emardville (en inglés: Emardville Township) es un municipio ubicado en el condado de Red Lake en el estado estadounidense de Minnesota. En el año 2010 tenía una población de 195 habitantes y una densidad poblacional de 1,65 personas por km².

## Geografía
El municipio de Emardville se encuentra ubicado en las coordenadas 47°54′18″N 96°1′52″O / 47.90500, -96.03111. Según la Oficina del Censo de los Estados Unidos, el municipio tiene una superficie total de 118.52 km², de la cual 118,52 km² corresponden a tierra firme y (0 %) 0 km² es agua.

## Demografía
Según el censo de 2010, había 195 personas residiendo en el municipio de Emardville. La densidad de población era de 1,65 hab./km². De los 195 habitantes, el municipio de Emardville estaba compuesto por el 99,49 % blancos, el 0,51 % eran de otras razas. Del total de la población el 2,56 % eran hispanos o latinos de cualquier raza.